# ルーマニア人の一覧
ルーマニア人の一覧（ルーマニアじんのいちらん）は、ルーマニア（歴史的ハンガリー出身者も含む）出身者、ルーマニア人ならびにルーマニア国籍を持つ人物の一覧である。

## あ行
- アナ・アスラン（英語版） - 医学博士
- ゼルマ・M＝アイジンガー - ホロコースト犠牲者
- ローゼ・アウスレンダー - ユダヤ系作家
- ヴァシレ・アタナシウ - 軍人。階級は上級大将
- アハロン・アッペルフェルド
- シモナ・アマナール - 体操選手
- ヴァシレ・アレクサンドリ - 政治家、外交官。詩人で劇作家、民俗学者でもあった
- コンスタンティン・サンドゥ＝アルデア（ルーマニア語版、英語版） - 農学者。散文作家として活動もしていた
- グリゴーレ・アンティパ（ルーマニア語版、英語版） - 生物学者。かつては同国の大学教授でもあった
- イオン・アントネスク - 軍人・政治家
- ミハイ・アントネスク - 政治家。イオン・アントネスクの遠戚。
- ヴィオレタ・アンドレイ（ルーマニア語版、英語版） - 女優。ステファン・アンドレイの妻
- ステファン・アンドレイ（ルーマニア語版、ドイツ語版、英語版） - 政治家。ヴィオレタ・アンドレイの夫である

- コンスタンティン・イアンコヴェスク（英語版） - 軍人。将校（将軍）であり政治家でもあった
- アンカ・イオネスク -  フィギュアスケート選手
- ナエ・イオネスク（ルーマニア語版、英語版、フランス語版） -  哲学者。論理学者で教授、ジャーナリストでもあった
- イリナ・イオネスコ（イリナ・ヨネスコ）
- エヴァ・イオネスコ - モデル・女優

- イシドール・イズー - 詩人、映画評論家

- イプシランティ家（英語版）
  - アレクサンドル・イプシランティ
  - デメトリオス・イプシランティ（ルーマニア語版、英語版）

- アドリアン・イリエ - サッカー選手

- インナ - 歌手。コンスタンツァ県出身

- トライアン・ヴイア - 発明家
- エリー・ウィーゼル - ユダヤ系作家。ホロコーストの生存者。
- エレナ・ウドリア（ルーマニア語版、英語版、イタリア語版、スペイン語版） - 政治家
- アウラ・ウルジチェアヌ - 歌手。ジャズシンガーとして活動中
- デビッド・ウェクスラー - 心理学者。ユダヤ系
- マリウス・ウルジカ - 体操選手
- アドリアン・ウルス（ルーマニア語版） - ジャーナリスト。レポーターとしても活動している
- ミハイ・ウンゲアヌ（ルーマニア語版） - 政治家で作家

- ミハイ・エミネスク - 詩人
- ジョルジェ・エネスク - 作曲家、ヴァイオリニスト、ピアニスト、指揮者
- ミルチャ・エリアーデ - 宗教学・宗教史家、作家
- オイゲン・エールリヒ - 法学者。ユダヤ系

- マリアン・オプレア - 陸上選手
- ティベリウ・オラフ（英語版） - 作曲家
- マリア・オラル（英語版） - 体操選手
- エミリアン・オンチウ（ルーマニア語版、エスペラント語版） - 歌手

## か行
- タラヌ・カタリン - プロ囲碁棋士
- コルネリア・カタンガ（ルーマニア語版） - 歌手。ロマの出自である

- デルチャ・ミハエラ・ガブリエラ - 日本で活動する女性外国人タレント。「アイチテル」などに出演していた。
- イオン・ルーカ・カラジアーレ - ジャーナリスト、政治評論家
- アルマンド・カリネスク - 20世紀前半の政治家。

- マリア・カルネッチ（ルーマニア語版） - 歌手。現地発音では『マリア・ケルネッチ』

- カンテミール家
  - ディミトリエ・カンテミール - 文人、学者
  - アンチオフ・カンテミール（ロシア出身）

- ギカ家 - アルバニア系貴族
  - ヘレナ・ギカ
- クリスティアン・キヴ - サッカー選手
- オイゲン・キケロ - ジャズ・ピアノ奏者

- アレクサンドル・ヨアン・クザ - ワラキア公兼モルダヴィア公、後にルーマニア公
- ヤニス・クセナキス - 作曲家。ギリシア人
- エレミヤ・テオフィル・グリゴレスコ - 軍人
- アルマ・グルック - 歌手。ユダヤ系
- マイケル・クレトゥ - ミュージシャン。音楽プロジェクトエニグマの創設者で指導者
- カリニコス・クレアンガ - 卓球選手

- マリア・グオルギュー（ルーマニア語版）（ゲオルギウ） - 歌手

- アンリ・コアンダ - 発明家。航空力学の先駆者
- ミハイ・コガルニチャヌ（ルーマニア語版、英語版、オランダ語版） - 19世紀の政治家。ミハイル・コガルニセアヌとも記される。ヤシ出身。現在、コンスタンツァ県にある国際空港（英語版、オランダ語版）は彼の名を冠した空港として知られている。
- ラウラ・コドルツァ・コヴェシ（ルーマニア語版、英語版） - ルーマニア国家防犯局（ルーマニア語版、英語版）最高検察官
- イレアナ・コトルバシュ - ソプラノ歌手
- コルネリウ・コドレアヌ - 20世紀前半の政治家、鉄衛団の指導者
- 古藤ロレナ - トランシルヴァニア出身。母がルーマニア人であるハーフ
- ナディア・コマネチ - 体操選手
- イオン・コーマン - 政治家・軍人。
- リュシアン・ゴルドマン（ゴールドマン） - 哲学者
- ダン・コンスタンティネスク（ドイツ語版） - 作曲家
- パウル・コンスタンティネスク - 作曲家
- ミハイ・コンスタンティネスク（ルーマニア語版） - 歌手

## さ行
- ミハイ・サドヴェアヌ - 作家
- ゲオルゲ・ザンフィル - ナイ奏者

- ラファエル・シェヒター - 作曲家。ユダヤ系
- ソロモン・シェクター - ラビ
- イザーク・ヤーコプ・シェーンベルク - 数学者。ユダヤ系
- エミール・シオラン - 作家・思想家
- アウレリア・シオンカ（ルーマニア語版） - ピアニスト
- エウゼン・シミオン（ルーマニア語版） - 文芸評論家
- リディア・シモン - 陸上選手
- デルモア・シュウォーツ - アメリカの詩人。ユダヤ系
- ヨーゼフ・シュミット - テノール歌手・カントル。ユダヤ系
- イオン・ジュライ（ルーマニア語版） - 外科医。解剖学者でもあった。現地語発音では『イオン・トゥーライ』
- ダニエラ・シリバシュ
- コンスタンティン・シルヴェストリ - 指揮者

- ソール・スタインバーグ - アメリカの漫画家。ユダヤ系
- アレクサンドラ・スタン - 歌手
- セバスチャン・スタン - アメリカの俳優
- ドアムナ・スタンカ（英語版、ルーマニア語版） - ミハイ勇敢公の妻
- ザハリア・スタンク（ルーマニア語版） - 作家で詩人。演劇監督やジャーナリスト、レポーター、ライターと数多くの顔を持つ。ヘルダー賞（英語版、ルーマニア語版）受賞者
- タチアナ・ステパ（ルーマニア語版、英語版） - 歌手
- ボグダン・ステレア - サッカー選手

- ビクター・ソカシウ（ルーマニア語版） - 音楽家。テレビや議会の番組制作者としても活動している
- アダ・ソロモン（ルーマニア語版） - 映画製作者。ユダヤ系

## た行
- コルネリア・タゥトゥ（ルーマニア語版、英語版） - 作曲家。映画音楽における作曲家として最もよく知られている人物の一人である
- リチャード・タッカー - テノール歌手。ユダヤ系
- ニコラエ・ダビバ（ルーマニア語版） - ルーマニア王国時代の軍人。反共活動を展開していた
- ニコラエ・ダビバ（ルーマニア語版） - 政治家。ルーマニア独立戦争で歩兵部隊の砲兵司令官として活躍した経歴を持つ

- エウゼン・チェバック（ルーマニア語版） - 政治家
- セルジュ・チェリビダッケ - 指揮者
- エレナ・チャウシェスク - ニコラエ・チャウシェスクの妻
- ゾヤ・チャウシェスク - ニコラエ・チャウシェスクの長女
- ニク・チャウシェスク - ニコラエ・チャウシェスクの次男
- ニコラエ・チャウシェスク - 政治家
- ヴァレンティン・チャウシェスク - ニコラエ・チャウシェスクの長男

- トリスタン・ツァラ - ダダイスム創始者。ユダヤ系
- パウル・ツェラーン - ブコヴィナ出身のユダヤ系ドイツ語作家
- ヴラド・ツェペシュ - トランシルヴァニア亡命政府のワラキア侯。ドラキュラ伯爵のモデルとなった

- ペトレ・ドゥミトレスク - ルーマニア王国時代の軍人
- ニコラエ・ティトゥレスク - 政治家
- グリゴラシュ・ディニク - 作曲家
- ドミトル・ティヌ（ルーマニア語版） - ジャーナリスト。これまで彼に師事した人物が数名存在する。デュミトル・ティヌとも
- イオネラ・ティルレア＝マノラケ - 陸上選手
- エウゼン・テオドロヴィチ（ルーマニア語版、イタリア語版、フランス語版） - 政治家
- セルラ・デラブレンサ（ルーマニア語版、英語版） - ピアニスト。現地発音は『チェラ・デラブランチャ』

- トゥドレル・トアデール（ルーマニア語版、英語版） - 政治家、弁護士。治安判事
- イオネル・トゥドゥラチェ（ルーマニア語版） - 音楽家。現地発音では『イオラル・トゥドゥラテェ』
- イオン・ドゥミトラチェ - ルーマニア王国時代の軍人。階級は少将
- マリアン・ドラグレスク（英語版） - 体操選手
- ディアナ・ドンドー - ファッションモデル

## な行
- イリ・ナスターゼ - テニス選手
- アドリアン・ナスターセ - 政治家

- イオン・ネゴイツェスク（ルーマニア語版） - 作家

- ジョニー野村 - プロデューサー。ルーマニア出身であり、母親がルーマニアへ亡命したロシア人である。

## は行
- アナ・パウケル - 政治家。ユダヤ系
- ジョン・ハウスマン - アメリカの俳優。父親がユダヤ系
- エイドリアン・パウネスキュー（ルーマニア語版、英語版）（パウネスク） - 詩人。かつてはチャウシェスク政権を批判していた人物であった。現在では『ルーマニアの最も有名な詩人』と称されている
- ローレン・バコール - 父親がユダヤ系、母親がキリスト教徒の女優
- ゲオルゲ・ハジ - サッカー選手
- リア・オルグツァ・バシレスク（ルーマニア語版、英語版、イタリア語版） - 政治家
- クララ・ハスキル - ピアニスト。ユダヤ系
- パベル・バデア - サッカー選手
- ミルチャ・バデア（ルーマニア語版、英語版） - ルーマニア国内の番組司会者
- オーレル・パドゥレアヌ（ルーマニア語版） - 歌手。コルネリア・カタンガの夫である。現地発音では『アウレル・パドゥレアヌ』
- ニコラエ・パトラシュク（英語版、ルーマニア語版） - ミハイ勇敢公の子息。
- ミハイ勇敢公（ルーマニア語版、英語版） - かつて存在したワラキア公国の王子でモルダヴィアの王族でもあった。のちにトランシルヴァニアの実質的支配者として君臨した。本名（ならび出生名）はミハイ・パトラシュク
- ミハイ・パトラシュク（ルーマニア語版） - レポーター。翻訳家としても活動しており、これまでにルーマニアを始めとする世界6ヶ国で40件以上の研究やそれに関する記事ならびレビューを発表している
- ミハイ・パトラシュク (科学者)（ルーマニア語版、英語版） - コンピューター科学研究者。マサチューセッツ工科大学に所属し同大学で活動していた
- ヨランダ・バラシュ - 陸上競技選手
- アンドレア・バラン - 歌手
- イオン・バルブ（英語版） - 数学者
- シモナ・ハレプ - テニス選手。女子テニス協会シングルス世界ランキング1位

- マルセル・ピグレア（英語版） - 元サッカー選手

- ヴィサリオン・プイウ（ルーマニア語版、英語版） - ルーマニア正教会の首都司教
- マリチカ・プイカ - 陸上競技選手
- クリスティ・プイウ（ルーマニア語版、英語版） - 映画監督。脚本家も務めている
- ガブリエラ・フィーレア（ルーマニア語版、英語版、イタリア語版、ドイツ語版） - 政治家。ブカレスト現市長。元はジャーナリストである
- アンドレイ・フィリモン - 卓球選手
- ソルタン・フェイヤー＝コーナート - ルーマニア出身のドイツの卓球選手
- マグダ・プシュカシュ（ルーマニア語版）（プスカス） - ミュージシャン
- オーガスティン・ブズラ（ルーマニア語版、英語版） - 作家。エッセイストならびに文芸評論家であり、ルーマニア・アカデミーの正会員でもあった。また精神科医としての一面もあり、その傍らジャーナリストとして活動も行なっていた
- ロミカ・プチャヌ（ルーマニア語版、英語版） - 歌手
- フニャディ家
- ジャスミン・ブラック - アダルトモデル
- アレクサンドル・ヴラフツァ（ルーマニア語版）（ブラフタ） - 作家
- コンスタンティン・ブランクーシ - 彫刻家
- ブランドラータ家
- アリーナ・プルガル - アダルトモデル
- ダリウス・ヴァルコフ（ルーマニア語版、英語版）（ブルコフ） - 政治家
- ホリア・フルベイ（英語版） - 核物理学者
- エミル・フレザヌ（ルーマニア語版、英語版） - ジャーナリスト
- マリン・プレダ（ルーマニア語版、英語版） - 小説家
- ネル・プロイエスタエヌ（ルーマニア語版） - 演奏家でフィドル奏者。現地発音では『ネル・プロイエシュタヌ』
- エルネスト・ブロスティアヌ（ルーマニア語版、英語版） - 軍人。第一次世界大戦におけるルーマニアの将校の一人だった。現地発音では『エルネスト・プロシュタヌ』
- アナマリア・プロダン（ルーマニア語版） - モデル
- フロレスク家 - ルーマニア系貴族
  - ラドゥ・フロレスク - 歴史学者（著名なドラキュラ（ヴラド・ツェペシュ）研究者）
  - ジョン・フロレスク- テレビプロデューサー

- イリエ・ヴェルデッツ（ルーマニア語版） - 政治家。共産主義者

- アレクサンドル・ヴァイダ＝ヴォエヴォド（ルーマニア語版） - 19-20世紀の政治家。オーストリア＝ハンガリー帝国時代のボブルナ（ルーマニア語版）出身
- ロレナ・ボグザ（ルーマニア語版） - ジャーナリスト。ネアムツ県出身
- ギャルマト・ボグダン - アニメプロデューサー。現在東映アニメーション所属
- アンカ・ポップ（ルーマニア語版） - 歌手、作曲家。モルドバ・ノワ（ルーマニア語版、英語版、オランダ語版）出身
- ヨアン・アウレル・ポップ（ルーマニア語版、英語版） - 歴史家
- ガヴリル・バヌレスク・ボドニ（ルーマニア語版） - 18-19世紀の司祭。ビストリツァ出身
- グリゴーレ・ポパ（ルーマニア語版、英語版） - 医師。知識人でもあった
- ドゥミトル・ポパ （英語版） - 作家でエッセイスト。翻訳者や文学評論家としても活動している。グリゴーレ・ポパの息子の一人でフルネームはドゥミトル・ラドゥ・ポパ（Dumitru Radu Popa）
- アデラ・ポペスク（ルーマニア語版） - 歌手兼女優
- ガブリエル・ポペスク - サッカー選手
- ローラ・ボベスコ - ヴァイオリニスト
- チプリアン・ポルンベスク - 作曲家

## ま行
- フェルディナンド1世 (ルーマニア王) - 本名はフェルディナント・ヴィクトル・アルベルト・マインラト（Ferdinand Viktor Albert Meinrad）
- マヴロコルダート家
- エドワード・マヤ - ミュージシャン
- チプリアン・マリカ - サッカー選手
- アンドレイ・マルガ（ルーマニア語版） - 政治家。政治学者や哲学者としても名を馳せている

- ヨハン・フォン・ミクリチ＝ラデツキ - 医者
- イオン・ミハラケ（ルーマニア語版） - 政治家。20世紀前半に活動していた

- シュテファン・ミルク（ルーマニア語版） -  医師。生物学者で人類学者。ルーマニアアカデミー会員であった。また、政治家としても活動していた。フルネームはシュテファン・マリウス・ミルク（Ștefan-Marius Milcu）
- アドリアン・ムトゥ - サッカー選手
- テオドール・ムンテアヌ（ルーマニア語版） - ポップ歌手
- ヴァレリ・ムンテアヌ（ルーマニア語版、ノルウェー語版） - 文学者。言語学者で翻訳者でもある

- ゼルマ・メーアバウム＝アイジンガー - ホロコースト犠牲者
- メチニコフ家 - ルーマニア系貴族
  - イリヤ・メチニコフ（イリヤ・メーチニコフ）
  - レフ・メチニコフ（レフ・メーチニコフ）
- ディアナ・モカヌ - 競泳選手

- セルジュ・モスコヴィッシ - ヨーロッパ社会科学の創設者
- イオン・モツァ（ルーマニア語版） - 政治家
- ヨアン・モツァ（ルーマニア語版） - 司祭。オーストリア＝ハンガリー帝国時代のノジャグ（ルーマニア語版）（現在のフネドアラ県セルテュジュ・デ・サス（ルーマニア語版））出身
- レオナルド・モチュルシ - 軍人
- ヤコブ・モレノ

## や行
- アヴラム・ヤンク
- マルセル・ヤンコ - ダダイスムの芸術家。ユダヤ系
- ウジェーヌ・イヨネスコ（ヨネスコ） - フランスの劇作家。父親がルーマニア人、母親はフランス人。

## ら行
- エミル・ラコヴィツァ（ルーマニア語版、英語版、フランス語版） - 生物学者・海洋学者。科学者や洞窟学者としても活動しており探検家でもあった
- アンドレーア・ラドゥカン - 体操選手
- ヤスミン・ラトヴリェヴィッチ - サッカー選手

- ディヌ・リパッティ - ピアニスト、作曲家

- バージニア・ルジッチ - テニス選手
- ラドゥ・ルプー - ピアニスト。ユダヤ系
- マグダ・ルペスク - 愛のためカロル2世を退陣に追い込んだユダヤ人女性
- ガビ・ルンカ（ルーマニア語版、英語版） - 歌手

- アーヴィング・レイトン - モルダヴィア出身のカナダの詩人
- フランチェスク・レイナー（ルーマニア語版、英語版） - 病理学者。生理学者で人類学者でもあった。オーストリア・ハンガリー帝国ブコビナ・サドホラ（ルーマニア語版、英語版）（ウクライナ語: Садхора、ルーマニア語ではサダグラ(Sadagura)）出身
- マルタ・レイナー（ルーマニア語版） - 外科医。フランチェスク・レイナーの妻である。フルネームは『マルタ・トランク＝レイナー』（Marta Trancu-Rainer）
- ラウレンツィウ・レゲカンプ（ルーマニア語版、英語版、スペイン語版） - 元サッカー選手
- アンナ・レスコ - 歌手。ウクライナ系。

- モニカ・ロシュ（モニカ・ロス） - 体操選手
- アルノルト・ロゼ - ヤシ出身のバイオリニスト。ユダヤ系
  - アルフレート・ロゼ - ピアニスト、作曲家
  - アルマ・ロゼ - バイオリニスト
- エドワード・G・ロビンソン - 映画俳優。ユダヤ系
- コーネリア・ロマン - 日本在住の外国人タレント。BAY SIDE所属。元はモルドバ出身

## 在外
- 雑賀カアネ - アップフロントプロモーション所属の子役タレント、母がルーマニア人
- 雑賀サクラ - アップフロントプロモーション所属の子役タレント、母がルーマニア人
- アンナ・ド・ノアイユ - ルーマニア系貴族の血統の出である
- 野村祐人 - ジョニー野村の長男。東京都出身
- 室伏広治（母がルーマニア人）
- 室伏由佳（室伏広治の妹）
- ドミニク・モセアヌ（英語版、イタリア語版）（両親がルーマニア人）
- スタン・リー（両親がルーマニア系ユダヤ人）

## 架空の人物
- スレイヤー - アークシステムワークス制作のコンピュータゲーム作品『GUILTY GEARシリーズ』の登場人物
- ボリス・ツェペシュ＝ドラキュラ - 武井宏之原作の漫画「シャーマンキング」の登場人物
- ヴァンプ - コナミ制作のコンピュータゲーム作品『メタルギアシリーズ』の登場人物
- デミトリ・マキシモフ - カプコン制作のコンピュータゲーム作品『ヴァンパイア』シリーズの登場人物